# Питман Сентер (Тенеси)
Питман Сентер (енгл. Pittman Center) град је у америчкој савезној држави Тенеси.

## Демографија
По попису из 2010. године број становника је 502, што је 25 (5,2%) становника више него 2000. године.
| Група             | 2000.       | 2010.       |
| Белци             | 471 (98,7%) | 479 (95,4%) |
| Афроамериканци    | 1 (0,2%)    | 0 (0,0%)    |
| Азијати           | 1 (0,2%)    | 5 (1,0%)    |
| Хиспаноамериканци | 2 (0,4%)    | 12 (2,4%)   |
| Укупно            | 477         | 502         |